# Новий Там'ян
Новий Там'я́н (рос. Новый Тамьян, башк. Яңы Тамъян) — присілок у складі Шаранського району Башкортостану, Росія. Входить до складу Базгієвської сільської ради.
Населення — 173 особи (2010; 228 у 2002).
Національний склад:
- татари — 56 %
- башкири — 36 %

Стара назва — Чуваш-Там'ян.